# Germán Pedro Ibáñez
Germán Pedro Ibáñez (Las Villas, 11 de outubro de 1928 -  Havana, 9 de agosto de 2007) foi um compositor e diretor musical cubano.
Fez parte de um dos mais antigos grupos musicais de Cuba, o Septeto Habanero, cujos membros são considerado "os pais do som cubano"..